# 關聯性磁振頻譜
關聯性磁振頻譜（Correlation spectroscopy, COSY）是二維核磁共振（NMR）頻譜學中的一種技術，其他二維NMR技術包括有J頻譜（J-spectroscopy）、交換譜（Exchange spectroscopy, EXSY）及核歐佛豪瑟效應頻譜（Nuclear Overhauser effect spectroscopy, NOESY）。二維NMR頻譜對於分子提供了比一維NMR頻譜更多的資訊，在對分子結構的決定上極為有用，尤其當分子極為複雜，難以用一維NMR來研究之時。歷史上第一項二維NMR實驗方法——COSY是由Jean Jeener於1971年首先提出，其為法語布魯塞爾自由大學（Université Libre de Bruxelles）教授。真正的實驗由Walter P. Aue、Enrico Bartholdi 及理查德·恩斯特（Richard R. Ernst）三人首先完成，於1976年發表。

## 原理
二維NMR實驗牽涉到一連串的一維實驗組。每單項實驗包含了一組射頻脈衝序列，脈衝間存有些延遲時間（delay periods）。脈衝的時機、頻率以及強度決定了每個NMR實驗的異同點。在延遲時間期間，核自旋被允許自由旋進，此段時間稱作演化時間（evolution time），長度是可以預先決定好。核頻率在最後的脈衝之後才被偵測。在相續的單項實驗中，演化時間逐步增加；每個單項實驗所收到的資料形成了一組二維資料組。

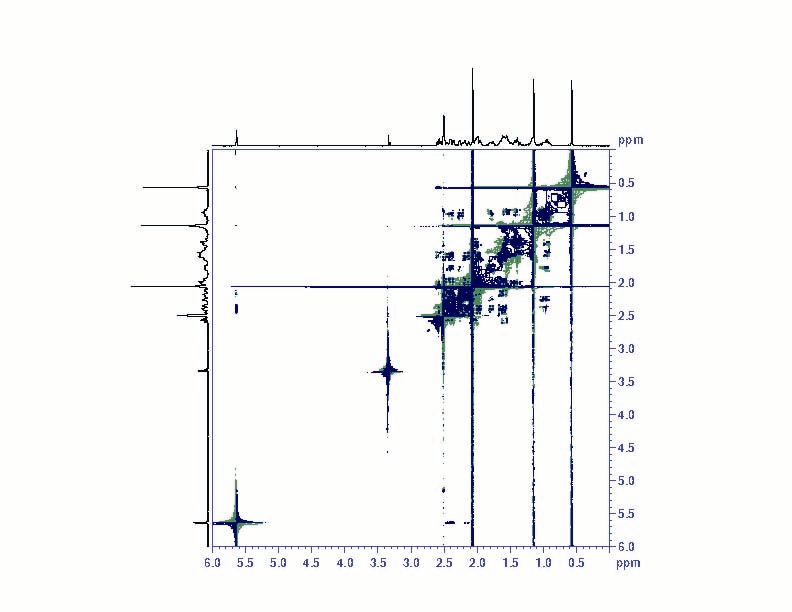
孕酮的^{1}H COSY谱

其中一例二維NMR實驗為同核種（homonuclear）COSY脈衝序列，包括了第一個脈衝（p1），接著是演化時間（t1），再接著是第二個脈衝（p2），最後是測量時間（t2）。電腦會將所有的頻譜組集成演化時間（t1）的函數。最後，透過傅立葉變換將時間相依的訊號轉為二維頻譜。

### COSY

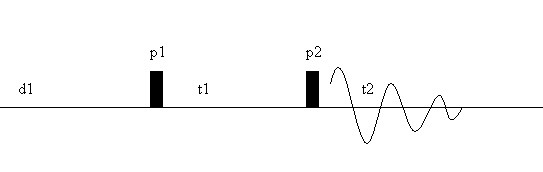
在COSY NMR實驗，樣品的共振訊號是在時間間隔t2時讀取，之前有兩個射頻脈衝p1與p2，此二脈衝間隔時間t1是可調整的。

### NOESY
在NOESY谱中，混合时的核自旋间的核欧佛豪瑟效应交叉弛豫用于建立NOESY的关联性。这种谱很像COSY，都有着呈对角线的峰和交叉峰，然而NOESY中的交叉峰反映了两个核音的空间距离关系而不是通过化学键相连的关系，NOESY谱中通常还有额外的无用的轴峰，不过可以通过在差异实验中反转第一个脉冲的相来消除。NOESY的应用之一是在生物大分子的研究中，比如可以用NOESY来辅助确认蛋白质的空间信息。通过预先设定单个的共振，NOESY也可以显示一维的谱图，这时通过预设的某个核，可以得到很强烈的负信号，而相邻的核则显示较弱的正信号。这种一维NOESY谱只揭示了那些感兴趣的，且可以测出NOE信号的信，不过所花费的时间要远少于完整的二维NOESY实验。另外，如果预设的核的化学环境随时间变化的话，将会有多个负信号显示，与核磁共振交换谱所给出的交换信息。

### 异核单量子相关谱（HSQC）
异核单量子相关谱Heteronuclear single-quantum correlation spectroscopy （HSQC）。

蛋白质NleG3-2的某个碎片的^{1}H–^{15}N HSQC谱，每个峰交叉峰意味着一个键合的氮氢键，横纵坐标对应于所键合的氮氢的化学位移；一些峰标出了所给出这个信号的氨基酸组分。